# Wikipédia en mari des montagnes
Wikipédia en mari des montagnes (en mari des montagnes : Кырык мары Википеди [Kyryk marla Vikipedi]) est l'édition de Wikipédia en mari des montagnes ou mari occidental, une langue finno-ougrienne co-officielle en république des Maris (Russie). Elle est lancée le 17 octobre 2010,,,. Son code est : mrj.
Au 20 mars 2025, l'édition en mari des montagnes contient 10 432 articles et compte 11 560 contributeurs, dont 13 contributeurs actifs et 1 administrateur.
L'autre édition en langue mari est la Wikipédia en mari des prairies qui compte 11 333 articles.

## Présentation
Elle se classe au 7e rang des wikipédias en langues finno-ougriennes de Russie et au 17e rang de toutes les langues des peuples de Russie.
Comme la majorité des wikis en langues minoritaires, l'édition traite les questions linguistiques, l'histoire locale et les autres sujets nationaux. Les articles de base sont faiblement couverts. Les étudiants de l'université d'État de Mari (en) participent activement à la rédaction de la Wikipédia en mari des montagnes.

Aire de diffusion des dialectes du mari.
mari des montagnes
mari du Nord-Ouest
mari des prairies
mari de l'Est

## Statistiques
- Le 12 février 2012, l'édition en mari des montagnes compte 5 054 articles.
- Le 1er mai 2013, elle compte 5 100 articles.
- Le 23 septembre 2022, elle contient 10 426 articles et compte 10 021 contributeurs, dont 16 contributeurs actifs et 1 administrateur.
- Le 30 septembre 2024, elle contient 10 433 articles et compte 11 289 contributeurs, dont 11 contributeurs actifs et 1 administrateur.